# Хилполт II фон Щайн
Хилполт II фон Щайн (на немски: Hilpolt II von Stein; † 25 юли 1345) е благородник от род фон Щайн в Бавария.

## Произход
Той е син на Хилполт I фон Щайн († ок. 1300), господар на Нидерзулцбюрг, и съпругата му Петриса фон Зулцбюрг († сл. 1268), дъщеря на Конрад фон Зулцбюрг († 5 януари 1266). Внук е на Хайнрих фон Щайн и Гертруд († сл. 1266).
С внукът му Хилполт IV († 20 август 1385) родът измира по мъжка линия през 1385 г.

## Фамилия
Хилполт II фон Щайн се жени за Елзбет фон Лабер († сл. 1345), дъщеря на Хадмар II фон Лабер († сл. 27 март 1324) и Агнес фон Абенсберг, дъщеря на Улрих I фон Абенсберг († сл. 1300) и Агнес фон Леонсберг († сл. 1291). Те имат четирима сина:
- Хилполт III фон Щайн, Зефелд, Хилполтщайн († 1379/1380), женен I. пр. 29 юни 1332 г. за Маргарета фон Зефелд († пр. 24 юни 1371), дъщеря на Маркварт цу Зефелд († 1351) и Анна († 1322/1324), II. пр. 24 юни 1371 г. за Берта фон Рехберг († сл. 1351 или между 3 юни 1396/29 юли 1398), дъщеря на Конрад IV фон Рехберг († 1351) и Луция фон Айхайм
- Хайнрих фон Щайн († сл. 1374), рицар
- Хайнрих фон Щайн († август 1346)
- Ханс фон Щайн († сл. 1371)